# Interactive Advertising Bureau
Interactive Advertising Bureau（インタラクティブ・アドバタイジング・ビューロー、日: 双方向広告業界団体・IAB)とはオンライン広告における技術的標準規格の策定を始め、動向調査や法整備などを行う組織である。
数多くの企業が加入をしているが、その多くがアメリカとヨーロッパの企業である。
IABの加入企業にはアドビ，コカコーラ，ディズニー，グーグル，インテル，トヨタなどがある。

## 組織
IABのグローバルネットワークは、ライセンスを取得した世界中の45の国際組織から構成され、650を超える企業の連合体である。IABの組織モデルには4種類あり、それぞれIAB、IAB Education Foundation、IAB Technology Lab、Trustworthy Accountability Groupである。Trustworthy Accountability Groupは業界が運営しているが、残りはIABが運営している。IABでは、ディスプレイ広告などの標準を確立している。

## 沿革
IABは1996年、ニューヨークにおいて設立され、David CohenがCEOを務める。
IABは動画広告や、動画再生機器におけるインターフェイスの定義をはじめとするデジタル広告でのメタデータの形式などを策定し、2012年2月26日には業界共通の規格として，IAB Standard Ad Unit Portfolio（IAB標準広告単位運用構成）と呼ばれるディスプレイ広告における運用構成の指針にいて発表した
。
2011年6月には米国広告主協会およびアメリカ広告代理店協会との提携を発表し、 Guiding Principles of Digital Measurement（デジタル測定の指針原則）という、デジタル広告における効果測定の指針を発表した。
2012年5月31日、IABは、Internet Explorer 10において既定でDo Not Trackを有効にしたことでマイクロソフトを批判した。IABの反応に対する主な批判は、トラッキングはオプトアウトではなくオプトインにすべきということだった。
2013年3月12日、IABは、Firefox 22でサードパーティのHTTP Cookieのブロックがオンにされる計画に対して、Mozillaに対するキャンペーンを開始した。IABは、これが収益を広告ネットワークに依存している小規模な出版社に悪影響を及ぼし、ウェブ上のコンテンツ選択の多様性を損なうとした。このキャンペーンは、インターネットプライバシー擁護派から大きな批判を受けた。
2014年8月には一般社団法人インターネット広告推進協議会（現・日本インタラクティブ広告協会、JIAA）との提携を始め
、2017年2月にIABのライセンスを取得したJIAAがIAB Japan (JIAA) として発足したことを発表した
。
2016年1月、IABはAdblock Plusの開発者がイベントに参加することを許可せず、AdblockPlusが支払った金額を返金した。IABは、Adblock Plusの参加を許可しなかった理由を明らかにしなかった。
2017年6月、IABは、ads.txt出版社が認定販売者をリストするための標準の初期バージョンの仕様を完成させた。
2017年11月、IAB ヨーロッパは、今後の一般データ保護規則（GDPR）に準拠するために、「ウェブサイト、広告主、およびその広告技術パートナーが、で処理される個人データに関する消費者の同意を取得、記録、更新できるようにする」ことを目的としたオープンスタンダードの技術フレームワーク（IAB Europe Transparency and Consentフレームワーク）を発表した。フレームワークの技術的およびポリシーの詳細は、2018年3月に公開コンテンツで利用可能になった。
2020年2月、IABはサードパーティCookieのブロックに対する解決策を見つけるために、「ProjectRearc」の下で業界全体のコンソーシアムを結成した。

## 基本方針
IABは6つの基本方針を挙げている:
- 発展の妨げとなるような法律や規制の防止
- 業界における効果測定および創成の指針の制定
- 提供者同士の摩擦による費用を低減するための共通基盤の策定
- 業界が大きく発展するための成功事例の共有
- 主流媒体として双方向通信の基礎を固め、業界全体の研究と先駆者を創出する
- 媒体、広告主、広告代理店における均衡の調整